# فيوترونو (تشيلي)
فيوترونو (بالإسبانية: Futrono) هي بلدية تقع في تشيلي في Ranco Province. يقدر عدد سكانها بـ 13,736 نسمة ومساحتها 2,120.6 كم2 وترتفع عن سطح البحر 67 متر.